# Vanessa Bell

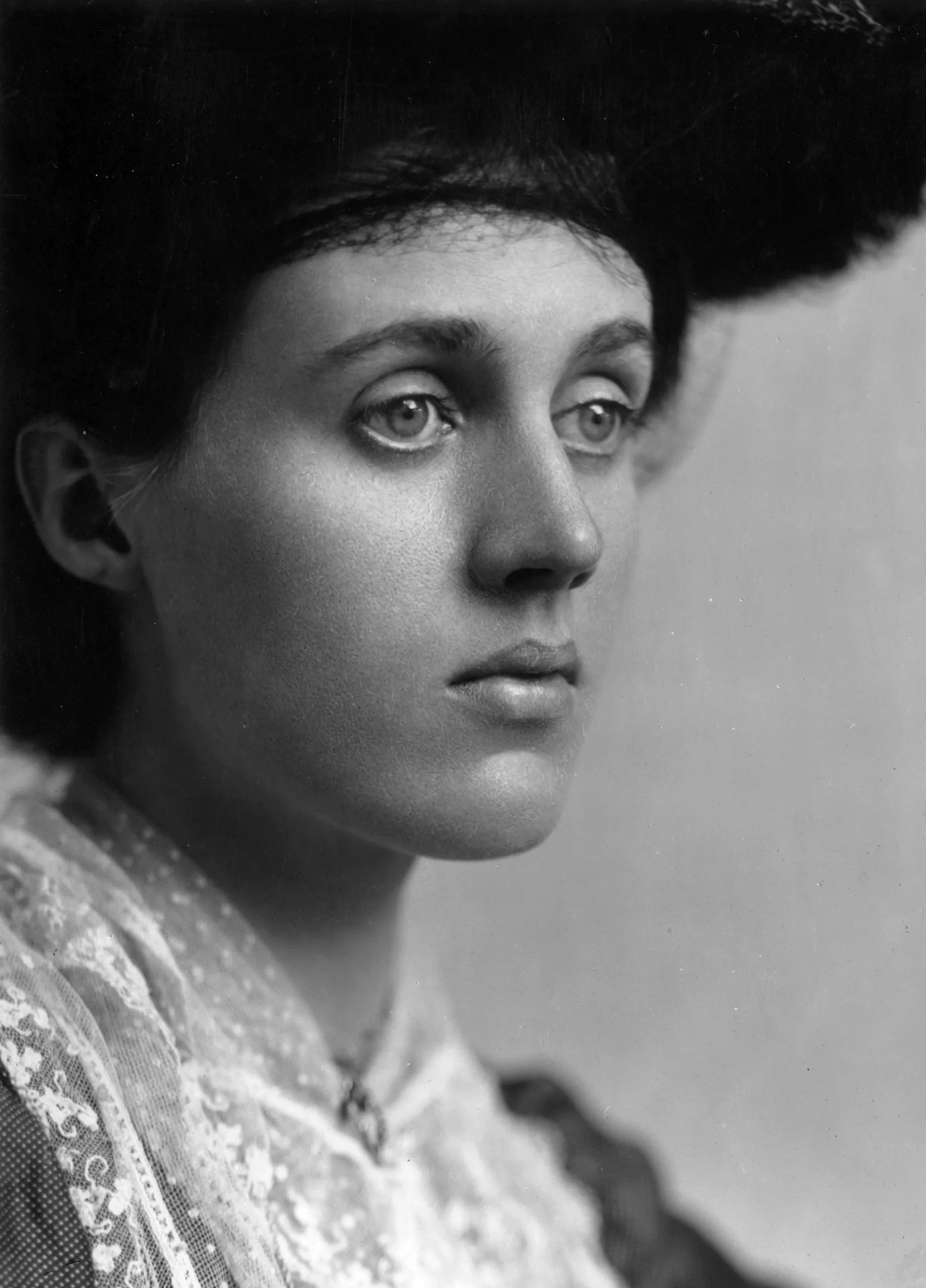
Vanessa Bell, Foto von George Charles Beresford, 1902

Vanessa Bell (* 28. Mai 1879 in London als Vanessa Stephen; † 7. April 1961 in Charleston Farmhouse, Sussex) war eine englische Malerin und Innenarchitektin. Sie gehörte der Bloomsbury Group an.

## Leben

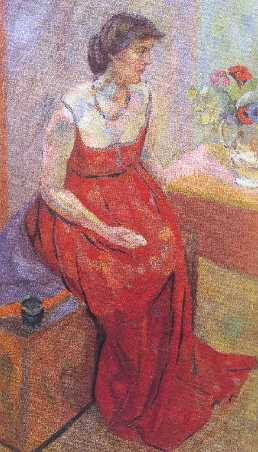
Roger Fry: Portrait of Vanessa Bell, 1916

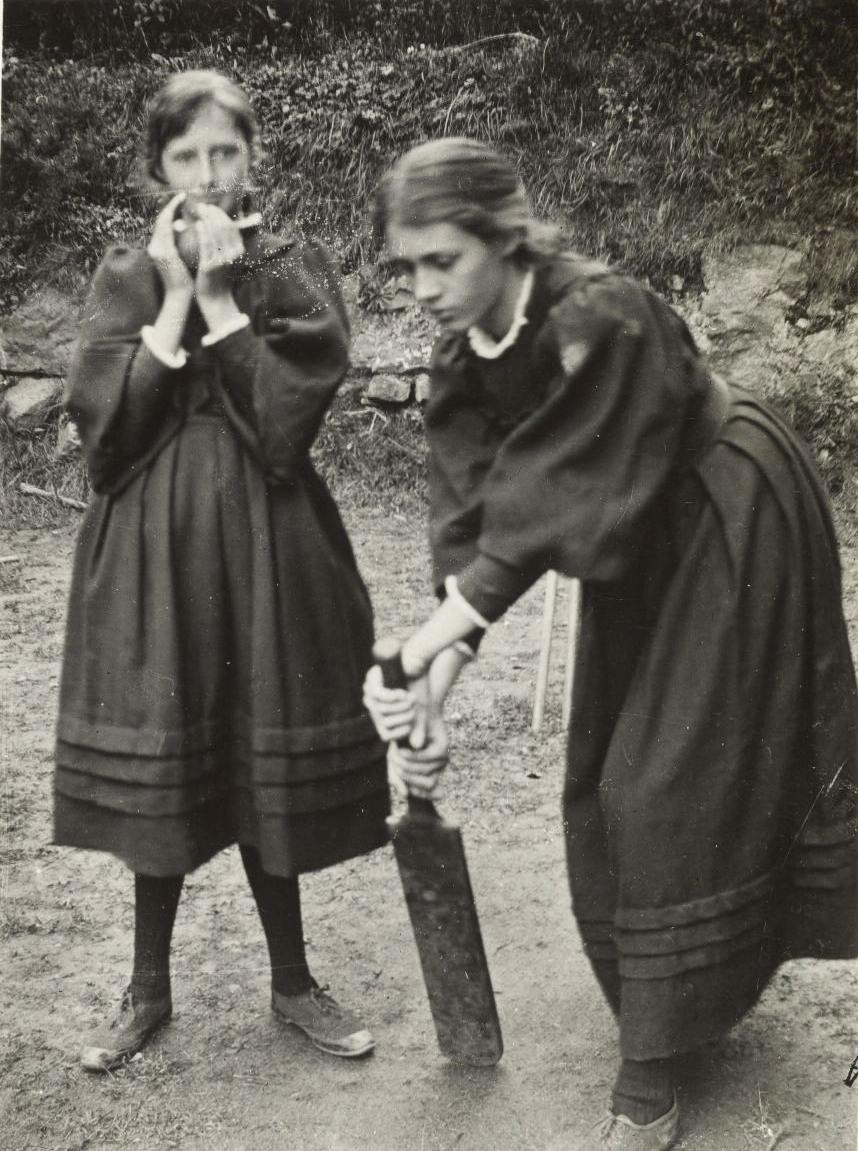
Vanessa Bell (rechts) und ihre Schwester Virginia, aufgenommen vor 1900

Vanessa Stephen war die Tochter von Leslie Stephen und dessen zweiter Ehefrau Julia. Sie war die ältere Schwester der bekannten Schriftstellerin Virginia Woolf und die Cousine von Katharine Stephen, die Bibliothekarin und Direktorin am Newnham College war. Nach dem Tod der Eltern lebten die Schwestern im Londoner Viertel Bloomsbury, und es entstand ihr Freundeskreis, der später als Bloomsbury Group berühmt werden sollte.
Vanessa absolvierte ein Studium an der Kunstschule des Porträtmalers Arthur Stockdale Cope und an der Kunsthochschule der Royal Academy.
1907 heiratete sie Clive Bell, mit dem sie zwei Söhne hatte – Quentin und Julian –, doch bereits vor dem Ersten Weltkrieg hatten sie sich auseinandergelebt und Vanessa Bell zog mit dem homosexuellen Maler Duncan Grant und dessen damaligem Freund David Garnett zusammen, blieb aber ihrem Ehemann stets freundschaftlich verbunden. 1918 bekam Bell von Grant eine Tochter, Angelica, die später den wesentlich älteren David Garnett heiratete.

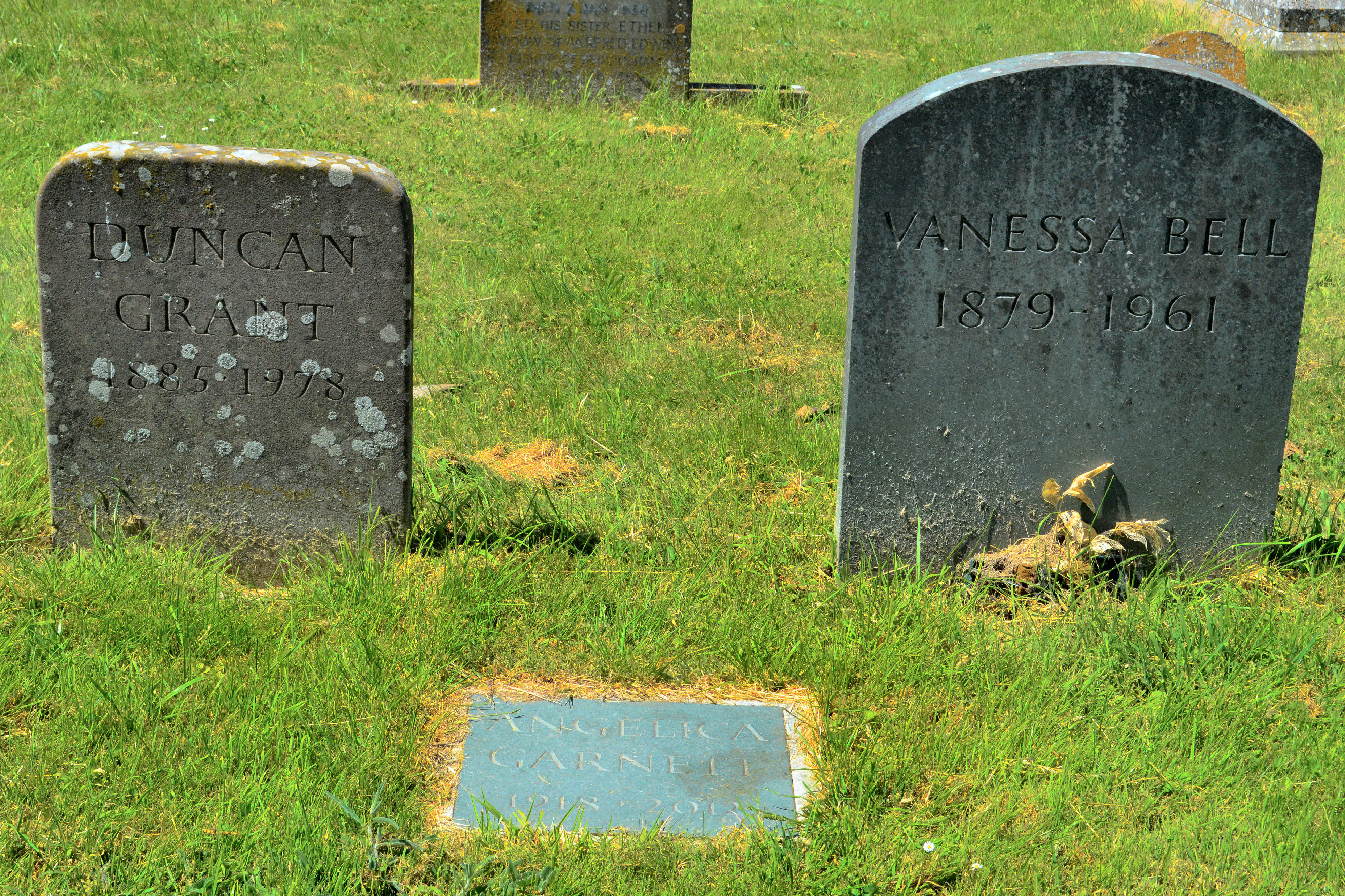
Grabsteine von Duncan Grant und Vanessa Bell sowie eine Gedenkplatte für Angelica Garnett in St Peter’s Church, Firle

In ihrem Haus Charleston in Sussex lebten und arbeiteten Vanessa Bell und Duncan Grant eng zusammen. Beide trugen zu den von Roger Fry 1913 gegründeten Omega Workshops bei und beschäftigten sich neben Malerei mit verschiedenen Designrichtungen. 
1932 gab der Kunsthistoriker und Museumsdirektor Kenneth Clark das bedeutende emanzipatorische Kunstwerk  Tafelservice berühmter Frauen bei ihr und Grant in Auftrag, das sie zwischen 1932 und 1934 verwirklichten.
Bis zu Vanessa Bells Tod im Jahr 1961 wohnten Bell und Grant zusammen, hatten jedoch andere Beziehungen.
Vanessa Bell liegt an der Nordmauer des Friedhofs von St Peter’s Church in Firle, Lewes District, begraben – neben Duncan Grant und ihrer gemeinsamen Tochter Angelica.

## Rezeption
In dem Film Carrington (1995) wird Vanessa Bell von Janet McTeer dargestellt, in The Hours – Von Ewigkeit zu Ewigkeit (2002) von Miranda Richardson. Priya Parmas Roman Vanessa and her Sister (2014) nimmt die Zeit zwischen 1905 und 1912 in der Form eines Tagebuchs auf, das Vanessa Bell selbst niemals geschrieben hat.